# Mats Malm
Mats Ulrik Malm é um professor de literatura e tradutor sueco.
Nasceu em 1964, e vive em Gotemburgo, onde é professor de literatura na universidade, desde 2004.
É membro da Academia Sueca, da qual é secretário permanente desde 2019.

É igualmente diretor do Banco da Literatura (Litteraturbanken), uma organização de registro e divulgação digital de obras escolhidas da literatura sueca. 
Também é membro ativo da Academia Sueca das Letras, História e Antiguidade (Kungliga Vitterhetsakademien).

## Academia Sueca
Mats Malm ocupa a cadeira 11 da Academia Sueca, desde 2018.

## Obras
- Minervas äpple: Om diktsyn, tolkning och bildspråk inom nordisk göticism (A maçã de Minerva: Sobre a visão literária, a interpretação e as imagens visuais do goticismo nórdico; 1964) [6]

- Textens auktoritet: de första svenska romanernas villkor (A autoridade do texto: as condições dos primeiros romances suecos; 2001) [7]

- Det liderliga språket: poetisk ambivalens i svensk ”barock” (A língua libertina: ambivalência poética no "barroco" sueco; 2004) [8]

- Poesins röster: avlyssningar av äldre litteratur (Vozes da poesia: Escutas de literatura antiga; 2012) [9]

### Traduções
- Snorres Edda/Snorre Sturlasson (Edda em prosa/Snorri Sturluson - Tradução de islandês para sueco: Mats Malm e Karl G. Johansson; 1997) [10]